# Thabo Nthethe
Thabo Nthethe (Bloemfontein, 3 de outubro de 1984) é um futebolista profissional sul-africano que atua como defensor.

## Carreira
Thabo Nthethe representou o elenco da Seleção Sul-Africana de Futebol no Campeonato Africano das Nações de 2013.